# ISO 9241
Die Norm ISO 9241 ist ein internationaler Standard, der Richtlinien der Gebrauchstauglichkeit und der Ergonomie interaktiver Systeme beschreibt. Die Normenreihe trägt seit 2006 den deutschen Titel Ergonomie der Mensch-System-Interaktion und löst damit den bisherigen Titel Ergonomische Anforderungen für Bürotätigkeiten mit Bildschirmgeräten ab, um die frühere Einschränkung auf Büroarbeit aufzulösen.
Die Normenreihe beschreibt Anforderungen an die Arbeitsumgebung, Hardware, Software und die Prozesse zum Human-centered design. Ziel der Normenreihe ist es, gesundheitliche Schäden beim Arbeiten mit interaktiven Systemen zu vermeiden und den Benutzenden die Ausführung ihrer Aufgaben zu erleichtern.
Auf der Grundlage einer Norm der internationalen Normungsorganisation ISO wurde eine Europäische Norm erarbeitet, die EN ISO 9241, die in Deutschland als DIN-Norm DIN EN ISO 9241 übernommen wurde, in Österreich existiert die inhaltlich identische ÖNORM EN ISO 9241.
Die EN ISO 9241 gilt nach EU-Rechtsprechung auch als Standard zur Bewertung der Forderung nach Benutzerfreundlichkeit, in Deutschland aus der Arbeitsstättenverordnung (ArbStättV), bis zum 3. Dezember 2016 Bildschirmarbeitsverordnung (BildscharbV).

## Teile der Normenreihe
Die Normenreihe ISO 9241 bestand zunächst aus insgesamt 17 Teilen. Zwischenzeitlich wurden weitere neue Teile hinzugefügt sowie Teile aus anderen Normen, die thematisch eher zur 9241 passen, in diese integriert.
Die folgenden Teile sind Bestandteile der Norm (Stand: 2022-12-23):
- Teil 1: Allgemeine Einführung[1]
- Teil 2: Anforderungen an die Arbeitsaufgaben[2]
- Teil 5: Anforderungen an Arbeitsplatzgestaltung und Körperhaltung[3]
- Teil 6: Leitsätze für die Arbeitsumgebung[4]
- Teil 11: Gebrauchstauglichkeit: Begriffe und Konzepte[5]
- Teil 13: Benutzerführung[6]
- Teil 14: Dialogführung mittels Menüs[7]
- Teil 20: Ein ergonomischer Ansatz für die Barrierefreiheit innerhalb der ISO 9241-Reihe[8]
- Teil 100: Überblick über Normen zur Software-Ergonomie[9]
- Teil 110: Interaktionsprinzipien[10]
- Teil 112: Grundsätze der Informationsdarstellung[11]
- Teil 125: Empfehlungen zur visuellen Informationsdarstellung[12]
- Teil 126 (DIN CEN ISO/TS): Empfehlungen zur auditiven Informationsdarstellung[13]
- Teil 129: Leitlinien für die Individualisierung von Software[14]
- Teil 143: Formulardialoge[15]
- Teil 154: Sprachdialogsysteme[16]
- Teil 161: Leitfaden zu visuellen User-Interface-Elementen[17]
- Teil 171: Leitlinien für die Zugänglichkeit von Software[18]
- Teil 210: Menschzentrierte Gestaltung interaktiver Systeme[19]
- Teil 220: Prozesse zur Ermöglichung, Durchführung und Bewertung menschzentrierter Gestaltung für interaktive Systeme in Hersteller- und Betreiberorganisationen[20]
- Teil 221 (ISO/DIS): Modell zur Bewertung menschzentrierter Gestaltungsprozesse[21]
- Teil 300: Einführung in die Anforderungen an elektronische optische Anzeigen[22]
- Teil 302 (06/2009) Terminologie für elektronische optische Anzeigen
- Teil 303 (03/2012) Anforderungen an elektronische optische Anzeigen
- Teil 304 (06/2009) Prüfverfahren zur Benutzerleistung für elektronische optische Anzeigen
- Teil 305 (06/2009) Optische Laborprüfverfahren für elektronische optische Anzeigen
- Teil 306 (12/2018) Vor-Ort-Bewertungsverfahren für elektronische optische Anzeigen
- Teil 307 (06/2009) Analyse- und Konformitätsverfahren für elektronische optische Anzeigen
- Teil 309 (ISO/TR): Anzeigen mit organischen, Licht emittierenden Dioden[23]
- Teil 310 (ISO/TR): Sichtbarkeit, Ästhetik und Ergonomie von Bildelementdefekten[24]
- Teil 311 (ISO/TR): Application of ISO 9241-307: LCD screens for workstations[25]
- Teil 312 (ISO/TR): Lesbarkeit von elektrophoretischen Anzeigen[26]
- Teil 331 (ISO/TR): Optische Eigenschaften von autostereoskopischen Displays[27]
- Teil 333 (08/2017) Stereoskopische Displays unter Verwendung von Brillen
- Teil 380 (ISO/TR): Survey result of HMD (Head-Mounted Displays) characteristics related to human-system interaction[28]
- Teil 391 (10/2016) Anforderungen, Analysen und Prüfverfahren zur Konformität zur Verringerung epileptischer Anfälle aufgrund photosensitiver Reize
- Teil 392 (05/2017) Ergonomische Anforderungen zur Reduktion visueller Ermüdung durch stereoskopische Bilder
- Teil 393 (ISO/TR): Strukturierte Literaturübersicht zur visuell induzierten Bewegungskrankheit bei der Betrachtung elektronischer Bilder[29]
- Teil 394 (05/2020) Ergonomische Anforderungen zur Reduzierung unerwünschter biomedizinischer Effekte der visuell induzierten Bewegungskrankheit bei der Betrachtung elektronischer Bilder
- Teil 400 (05/2007) Grundsätze und Anforderungen für physikalische Eingabegeräte
- Teil 410 (05/2007) Gestaltungskriterien für physikalische Eingabegeräte
- Teil 411 (11/2014) Bewertungsverfahren für die Gestaltung von physikalischen Eingabegeräten
- Teil 420 (10/2011) Auswahlverfahren für physikalische Eingabegeräte
- Teil 430 (ISO/TS): Berührungslose Gesteneingabe - Empfehlungen zur Gestaltung für die Verringerung der biomechanischen Belastung[30]
- Teil 500 (11/2018) Ergonomische Grundsätze zur Gestaltung und Beurteilung der Benutzungsumgebung
- Teil 514 (ISO/TR): Guidance for the application of anthropometric data in the ISO 9241-500 series[31]
- Teil 610 (ISO/TR): Impact of light and lighting on users of interactive systems[32]
- Teil 810 (ISO/TR): Robotic, intelligent and autonomous systems[33]
- Teil 910 (11/2011) Rahmen für die taktile und haptische Interaktion
- Teil 920 (09/2016) Anleitung zu taktilen und haptischen Interaktionen
- Teil 940 (11/2017) Evaluation taktiler und haptischer Interaktionen
- Teil 960 (01/2018) Rahmen und Anleitung zur Gestensteuerung
- Teil 971: Leitlinien für physische (taktile/haptische) Barrierefreiheit[34]

In Vorbereitung befinden sich (Stand: 2022-12-23):
- Teil 381: Requirements for optical characteristics of head-mounted displays related to human-system interaction
- Teil 382: General requirements for reducing undesirable biomedical effects during visual interactive tasks using head-mounted displays

Zurückgezogen wurden (Stand: 2021-12-13):
- Teil 3 (07/1992) Anforderungen an visuelle Anzeigen
- Teil 4 (01/1991) Anforderungen an Tastaturen (ersetzt durch die 400er Teile)
- Teil 7 (12/1998) Anforderungen an visuelle Anzeigen bezüglich Reflexionen (ersetzt durch die 300er Teile)
- Teil 8 (04/1998) Anforderungen an Farbdarstellungen (ersetzt durch die 300er Teile)
- Teil 9 (03/2002) Anforderungen an Eingabegeräte – außer Tastaturen (ersetzt durch die 400er Teile)
- Teil 10 (07/1996) Grundsätze der Dialoggestaltung (ersetzt durch Teil 110)
- Teil 12 (08/2000) Informationsdarstellung (ersetzt durch Teil 112)
- Teil 15 (08/1999) Dialogführung mittels Kommandosprachen
- Teil 16 (03/2000) Dialogführung mittels direkter Manipulation
- Teil 17 (04/2000) Dialogführung mittels Bildschirmformularen (ersetzt durch Teil 143)
- Teil 151 (09/2008) Leitlinien zur Gestaltung von Benutzungsschnittstellen für das World Wide Web

Die Teile 5 und 6 und der 500er Bereich umfassen den Themenbereich Arbeitsumgebung. Der 300er Bereich beschäftigt sich mit den Anforderungen an die Hardware für Ausgaben, der 400er Bereich mit den Anforderungen an Hardware für Eingaben. Die 900er Teile befassen sich mit Hard- und Software für haptische Interaktion. Die 100er Teile sowie die älteren Teile 13 bis 16 behandeln Aspekte der Software-Ergonomie. Dabei werden allgemeine Anforderungen fortschreitend detailliert. So enthält Teil 110 Interaktionsprinzipien allgemeine Anforderungen an die Gestaltung der Mensch-System-Interaktion. Teil 112 Grundsätze der Informationsdarstellung verfeinert diese für Ausgaben unabhängig von der Modalität (visuell / akustisch / haptisch). Teil 125 Empfehlungen zur visuellen Informationsdarstellung behandelt dann die visuellen Ausgaben, Teil 126 Empfehlungen zur auditiven Informationsdarstellung die akustischen.

## ISO 9241-11 Gebrauchstauglichkeit: Begriffe und Konzepte
Die Gebrauchstauglichkeit eines interaktiven Systems ist von dem Nutzungskontext abhängig, in dem dieses eingesetzt wird. Der Nutzungskontext umfasst die Benutzer, die Ziele, die Aufgaben, die Ressourcen (wie z. B. Hardware und Software) sowie technische, physikalische, soziale, kulturelle und organisationsbezogene Umgebung. Im Teil 11 der ISO 9241 werden drei Kriterien für die Gebrauchstauglichkeit eines interaktiven Systems bestimmt:
- Effektivität zur Lösung einer Aufgabe,
- Effizienz bei der Aufgabenbearbeitung,
- Zufriedenstellung der Benutzer.

## ISO 9241-110 Interaktionsprinzipien
Benutzungsschnittstellen von interaktiver Systemen, wie Webseiten, Software, Arbeitsplatz oder eines Services, sollten vom Benutzer effektiv, effizient und zufriedenstellend zu bedienen sein. Der Teil 110 der DIN EN ISO 9241 beschreibt sieben Interaktionsprinzipien für die Gestaltung und Bewertung interaktiver Systeme:
- Aufgabenangemessenheit – geeignete Funktionalität, Minimierung unnötiger Interaktionen
- Selbstbeschreibungsfähigkeit – Verständlichkeit durch Hilfen/Rückmeldungen
- Erwartungskonformität – Konsistenz, Anpassung an das Benutzermodell
- Erlernbarkeit – Anleitung des Benutzers, Verwendung geeigneter Metaphern, Ziel: minimale Erlernzeit
- Steuerbarkeit – Steuerung des Dialogs durch den Benutzer
- Robustheit gegen Benutzerfehler – Das System toleriert Fehler oder ermöglicht eine leichte Fehlerkorrektur durch den Benutzer
- Benutzerbindung – System ist einladend und motivierend

### Beispiele für die Anwendung der Prinzipien

#### Aufgabenangemessenheit
Ein Produkt ist aufgabenangemessen, wenn es den Benutzer unterstützt, seine Aufgaben einfach und direkt zu erledigen. In einem System, bei dem beispielsweise Einträge innerhalb eines Verzeichnisses bearbeitet und gelöscht werden können, sollte man es dem Nutzer ermöglichen, auf einmal mehrere Einträge zu löschen oder im Hinblick auf bestimmte Aspekte zu bearbeiten, da ein einzelnes Löschen oder Bearbeiten ein wiederholtes Durchführen der gleichen Aufgabe mit unterschiedlichen Einträgen darstellen würde und somit eine unnötige Dopplung der gleichen Interaktion.

#### Selbstbeschreibungsfähigkeit
Wenn eine Datei verschoben wurde, sodass sie über ihre Verknüpfung nicht mehr vom System gefunden werden kann, wird für diesen Vorgang eine Meldung angezeigt, dass eine Verknüpfung fehlt. Diese Meldung ist selbstbeschreibungsfähig, weil sie den gerade stattfindenden Prozess erläutert. Weitere Labels auf den Schaltflächen und der Meldungstext weisen den Nutzer im Idealfall auf mehrere ihm zur Verfügung stehende Möglichkeiten hin.

#### Erwartungskonformität
Wenn Buttons zum Schließen von Dialogfenstern immer an derselben Stelle platziert sind, oder die Pfeile für ein Rückgängigmachen von bestimmten Aktionen nach links ausgerichtet und für das Wiederherstellen von Aktionen nach rechts ausgerichtet sind, ist dies förderlich für ein positives Nutzererlebnis, weil der Nutzer durch Erfahrung gewisse Erwartungen an ein System stellt und die Position von bestimmten Elementen bereits annimmt. Wenn eine andere, untypische Stelle für den Schließbutton ausgewählt wird (beispielsweise im unteren rechten Rand des Dialoges) oder ein Rückgängig-Pfeil nach rechts zeigt, geschieht etwas, das der Nutzer nicht erwartet hat, wodurch die Nutzung des Systems erschwert wird.

#### Erlernbarkeit
Tutorials die nach der Neuinstallation von Programmen oder Applikationen gezeigt werden, zu einem späteren Zeitpunkt wieder aufgerufen werden können, und den Nutzer schrittweise durch das System führen, fördern die Erlernbarkeit - besonders bei komplizierten Systemen oder Systemen mit vielen Funktionen.
Ein weiteres Beispiel für eine hohe Erlernbarkeit von Funktionen eines Programmes, welche ansonsten nur durch viele navigationale Umwege und viele Klicks zu erreichen sind, ist die Bereitstellung von Tastenkombinationen, sogenannten Shortcuts oder Kurzwahltasten.

#### Steuerbarkeit
Die Möglichkeit, zwischen verschiedenen Fenstern bestimmter Programme, wie beispielsweise Browsern, zu wechseln, erhöht die Steuerbarkeit dieser Systeme. Browser ermöglichen es dem Nutzer, vollkommen flexibel die Anzeige von Seiten in Form von Tabs zu managen. Jede Website kann in einem unterschiedlichen Reiter geöffnet werden, unter diesen Tabs kann gewechselt werden, oder der Nutzer kann sie gezielt schließen. Dadurch müssen Webseiten nicht geschlossen werden, bevor neue aufgerufen werden können, was die Schnelligkeit des Informationsabrufes durch den Nutzer steigert.
Ein weiteres Beispiel für die Steuerbarkeit ist die Möglichkeit, durchgeführte Aktionen jederzeit rückgängig zu machen.

#### Robustheit gegen Benutzungsfehler
Falls ein Fehler beim Ausfüllen eines Kontaktformulars begangen wurde und nicht alle Pflichtfelder ausgefüllt wurden, sollte dem Benutzer vor Abschicken des Formulars kenntlich gemacht werden, dass wichtige Angaben fehlen, in welchem Feld die Fehler gemacht wurden und ihm daraufhin die Möglichkeit gegeben werden, alle Angaben zu überprüfen und letztendlich das neu bearbeitete Kontaktformular abschicken zu können.

#### Benutzerbindung
Wenn ein System eine einladende Wirkung auf den Nutzer hat, stärkt dies die Nutzerbindung, also das „User Engagement“. Ein Beispiel dafür sind neu freigeschaltete Funktionen oder Erfolge in Videospielen, die durch einen sich bewegenden Pfeil gekennzeichnet sind, eine andere Farbe oder Größe aufweisen, oder durch Animationen bewegt werden (z. B. Wackeln). Der Nutzer wird somit durch einladende Gestaltung auf ein positives Erlebnis hingewiesen.
Die glaubwürdige Vermittlung, dass durch die Nutzung keine Risiken für den Benutzer entstehen, fördert ebenfalls eine Nutzerbindung. Dies ist beispielsweise der Fall, wenn ein System explizit darauf hinweist, dass vertraulich mit persönlichen Daten umgegangen wird und Verwendungszwecke für jegliche Daten transparent dargestellt werden.

## ISO 9241-307 Analyse und Konformitätsverfahren für elektronische optische Anzeigen
| Fehlerklasse ↓ | Alte Fehlerklasse ISO 13406-2 | Fehlertyp 1 ständig leuchtendes Pixel | Fehlertyp 2 ständig schwarzes Pixel | Fehlertyp 3 ein defektes Subpixel, ständig leuchtend | Fehlertyp 3 ein defektes Subpixel, ständig schwarz |
| -------------- | ----------------------------- | ------------------------------------- | ----------------------------------- | ---------------------------------------------------- | -------------------------------------------------- |
| 0              | I                             | 0                                     | 0                                   | 0                                                    | 0                                                  |
| I              |                               | 1                                     | 1                                   | {\displaystyle n\in [0;2]}                           | {\displaystyle n\in [0;2]}                         |
| I              | 2-n                           | 1                                     | 1                                   | 2*n+1                                                |                                                    |
| II             | II                            | 2                                     | 2                                   | {\displaystyle n\in [0;5]}                           | {\displaystyle n\in [0;5]}                         |
| II             | II                            | 2                                     | 2                                   | 5-n                                                  | 2*n                                                |
| III            | III                           | 5                                     | 15                                  | bis zu 50                                            | bis zu 50                                          |
| IV             | IV                            | 50                                    | 150                                 | bis zu 500                                           | bis zu 500                                         |

1) nicht Subpixel